# Wojna ramówek
Wojna ramówek (ang. ratings war) – rywalizacja stacji radiowych oraz telewizyjnych o audytorium, tj. o widzów oraz słuchaczy z innymi, konkurencyjnymi stacjami radiowymi oraz telewizyjnymi. Rywalizacja polega na takim sposobie planowania układu ramowego, by postrzegany był przez potencjalnych odbiorców jako najbardziej atrakcyjny i angażujący, a tym samym pozwolił danej stacji uzyskać najwyższe wyniki oglądalności/słuchalności. Zjawisko to można zaobserwować cyklicznie, w czasie wprowadzania przez stacje radiowe oraz telewizyjne nowych ramówek sezonowych.
Niekiedy nadawcy zarządzający więcej niż jedną anteną stosują zasadę common junction, czyli zasadę wspólnych punktów czasowych w ramówce. Wdrożenie tej zasady powoduje, że programy na kilku antenach rozpoczynają się o tej samej godzinie, co daje odbiorcom tych stacji możliwość dogodnego przełączania się między nimi.